# 열방의 의인

열방의 의인(히브리어: חֲסִידִי אֻמּוֹת הָעוֹלָם 카시데이 우모트 하올람)은 이스라엘에서 사용되는 명예 칭호로서, 홀로코스트 때 유대 민족에 속하지 않으면서 나치로부터 유대인을 구해내기 위해 자신의 생명의 위험을 무릅쓴 사람들에게 이 칭호가 수여된다.

## 수효
2017년 6월 16일 현재 열방의 의인은 26,513인이다.
| 덴마크 | 영국 |

| 마케도니아 | 스웨덴 |

| 에스토니아 | 튀르키예 | 포르투갈 |

| 브라질   | 칠레     | 인도네시아 |
| 아일랜드 | 중화민국 | 중화민국   |

| 쿠바       | 에콰도르   | 이집트 |
| 엘살바도르 | 조지아     | 일본   |
| 룩셈부르크 | 몬테네그로 | 베트남 |

## 같이 보기
- 의
- 선량한 이교도